# Choteč (okres Praha-západ)
Obec Choteč se nachází v okrese Praha-západ, kraj Středočeský, asi 17 km jihozápadně od centra Prahy a 5 km severozápadně od města Černošice. Žije zde 370 obyvatel.

## Historie
V případě Chotče je jméno doloženo dávno před vznikem vesnice; původně šlo o název, kterým býval označován dnešní Radotínský potok (1115: ad rivulum Chotc) a les, nacházející se v místech nynější vsi (1301: silvam Chotsche). Zdejší pozemky bývaly ve vlastnictví cisterciáckého kláštera v Plasích, který je pronajímal světským držitelům. Ves byla založena teprve počátkem 14. století, jak dokládá zmínka z roku 1336 (villae Chots). Sídlil zde tehdy Ješek z Chotče, jehož potomkové drželi tato místa ještě dlouhá desetiletí.
Z poloviny 15. století pochází také zmínka o druhé tvrzi, jejíž renesanční zbytky se dnes nacházejí v objektu dvora bývalého státního statku. Jsou to fragmenty sgrafit s psaníčky a rostlinné ornamenty. Ze starší první tvrze nezbylo, až na zbytky příkopu, dnes již nic. Byla postavena na ostrohu Škrábek v místě zvaném Na zámkách. Snad se jednalo o sídlo, které měl vybudovat po roce 1301 pan Eliáš z Tuchoměřic.
Druhý panský dvůr vybudovaný ve středu obce byl v roce 1622 zkonfiskován panu Jiřímu Magrlemu ze Solíšku za účast ve stavovském povstání. Celý pak připadl kapitule u kostela Všech svatých na Pražském hradě, která jej vlastní dodnes. Přede dvorem stojí dvě sochy, svaté Kateřiny a svatého Jana Nepomuckého z roku 1764.
Na pahorku nade vsí stojí o samotě na jihozápadní straně a v pěkné poloze, filiální kostel sv. Kateřiny z let 1697 až 1709, který dokresluje panorama vesnice. Kostelu dominují dvě věže. Při požáru jedné z nich v roce 1856 zřícené zdivo roztříštilo náhrobní kámen chrámové hrobky a odhalilo mumifikovanou mrtvolu správce statku. Odtažené, na zem shozené víko rakve a na kost okousané prsty nebožtíka ukázaly, že správce statku byl pohřben zaživa.[zdroj?]

### Územněsprávní začlenění
Dějiny územněsprávního začleňování zahrnují období od roku 1850 do současnosti. V chronologickém přehledu je uvedena územně administrativní příslušnost obce v roce, kdy ke změně došlo:
- 1850 země česká, kraj Praha, politický i soudní okres Smíchov[4]
- 1855 země česká, kraj Praha, soudní okres Smíchov
- 1868 země česká, politický i soudní okres Smíchov
- 1927 země česká, politický okres Praha-venkov, soudní okres Praha-západ[5]
- 1939 země česká, Oberlandrat Praha, politický okres Praha-venkov, soudní okres Praha-západ[6]
- 1942 země česká, Oberlandrat Praha, politický okres Praha-venkov-sever, soudní okres Praha-západ[7]
- 1945 země česká, správní okres Praha-venkov-sever, soudní okres Praha-západ[8]
- 1949 Pražský kraj, okres Praha-západ[9]
- 1960 Středočeský kraj, okres Praha-západ
- 2003 Středočeský kraj, obec s rozšířenou působností Černošice

### Rok 1932
V obci Choteč (423 obyvatel, katol. kostel) byly v roce 1932 evidovány tyto živnosti a obchody: 2 hostince, kolář, 2 mlýny, 4 rolníci, řezník, 2 obchody se smíšeným zbožím, stavitel, trafika, truhlář, velkostatek.

## Obyvatelstvo

### Počet obyvatel
Počet obyvatel je uváděn za Choteč podle výsledků sčítání lidu včetně místních části, které k nim v konkrétní době patří. Je patrné, že stejně jako v jiných menších obcích Česka počet obyvatel v posledních letech roste. V celé chotečské aglomeraci nicméně žije necelých 1 tisíce obyvatel.
| 1869 | 1880 | 1890 | 1900 | 1910 | 1921 | 1930 | 1950 | 1961 | 1970 | 1980 | 1991 | 2001 | 2011 |
| ---- | ---- | ---- | ---- | ---- | ---- | ---- | ---- | ---- | ---- | ---- | ---- | ---- | ---- |
| 340  | 352  | 427  | 382  | 384  | 403  | 425  | 332  | 305  | 287  | 272  | 281  | 289  | 378  |

| 1869 | 1880 | 1890 | 1900 | 1910 | 1921 | 1930 | 1950 | 1961 | 1970 | 1980 | 1991 | 2001 | 2011 |
| ---- | ---- | ---- | ---- | ---- | ---- | ---- | ---- | ---- | ---- | ---- | ---- | ---- | ---- |
| 44   | 52   | 52   | 53   | 52   | 58   | 76   | 90   | 85   | 80   | 74   | 100  | 106  | 119  |

## Pamětihodnosti
- Kostel svaté Kateřiny Alexandrijské
- Sousoší svaté Kateřiny na návsi
- Hradiště Na Zámkách
- Několik starých mlýnů v údolí Radotínského potoka
  - Mlýn U Veselých

## Doprava
Dopravní síť
- Pozemní komunikace – Do obce vedou silnice III. třídy.

- Železnice – Železniční trať ani stanice na území obce nejsou.

Veřejná doprava 2011
- Autobusová doprava – V obci měly zastávky autobusové linky 309 Praha,Zličín - Choteč - Praha,Nádraží Radotín (v pracovních dnech 10 spojů) a 313 Praha,Nádraží Radotín - Černošice,žel.zast. (denně mnoho spojů) (dopravce Veolia Transport Praha).

## Další fotografie

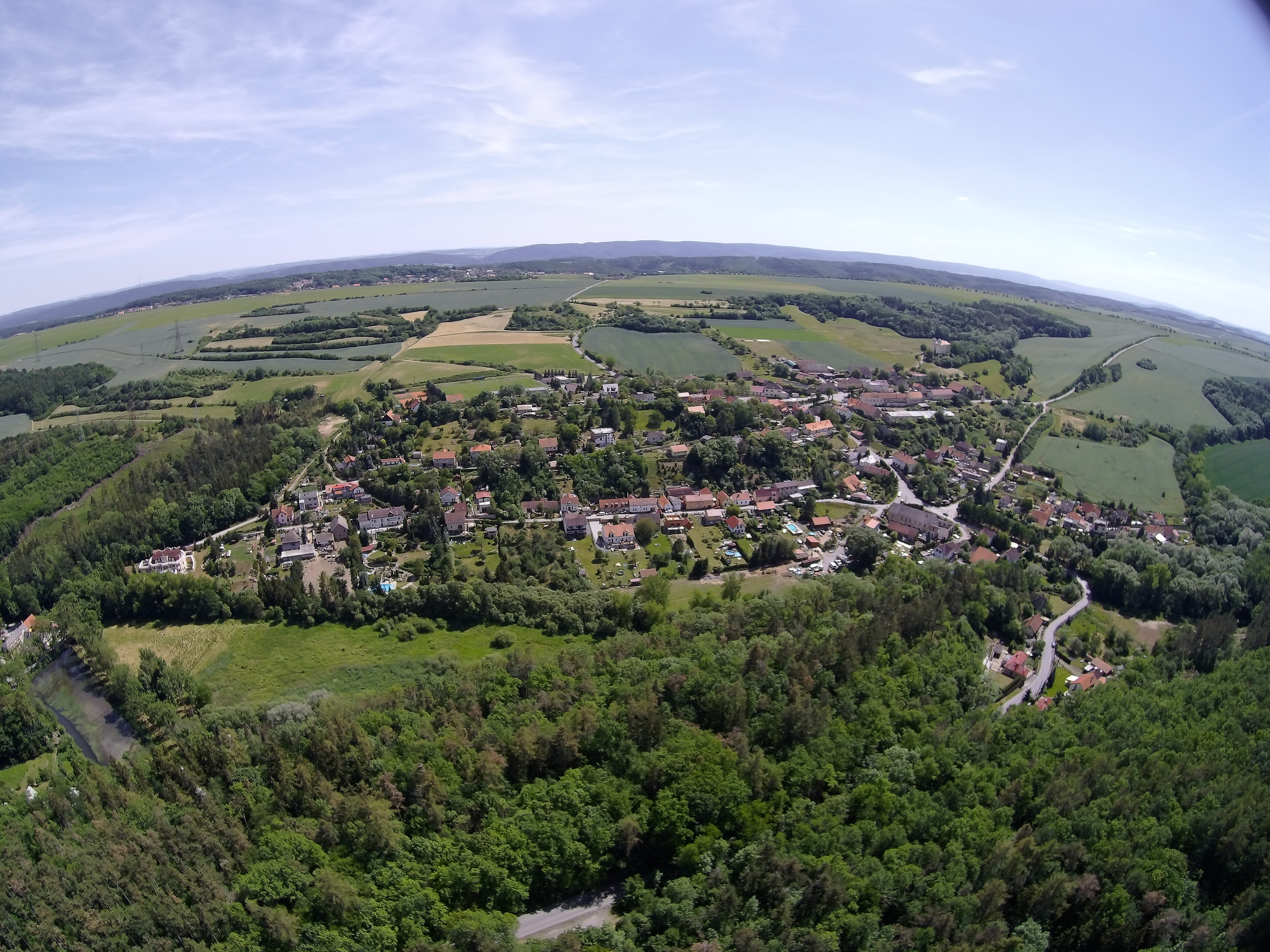
Choteč z ptačí perspektivy (pohled ze severu)
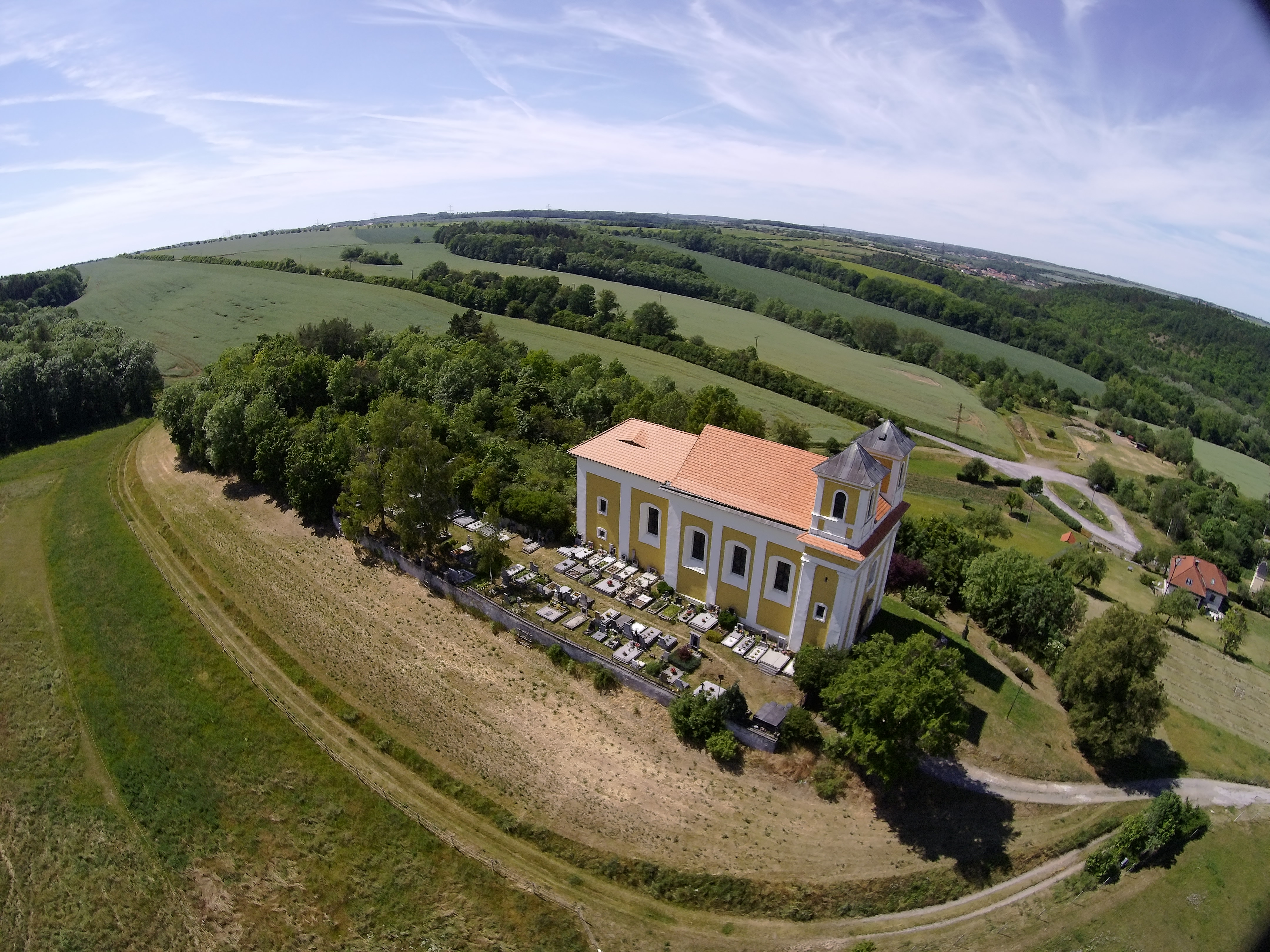
Kostel svaté Kateřiny
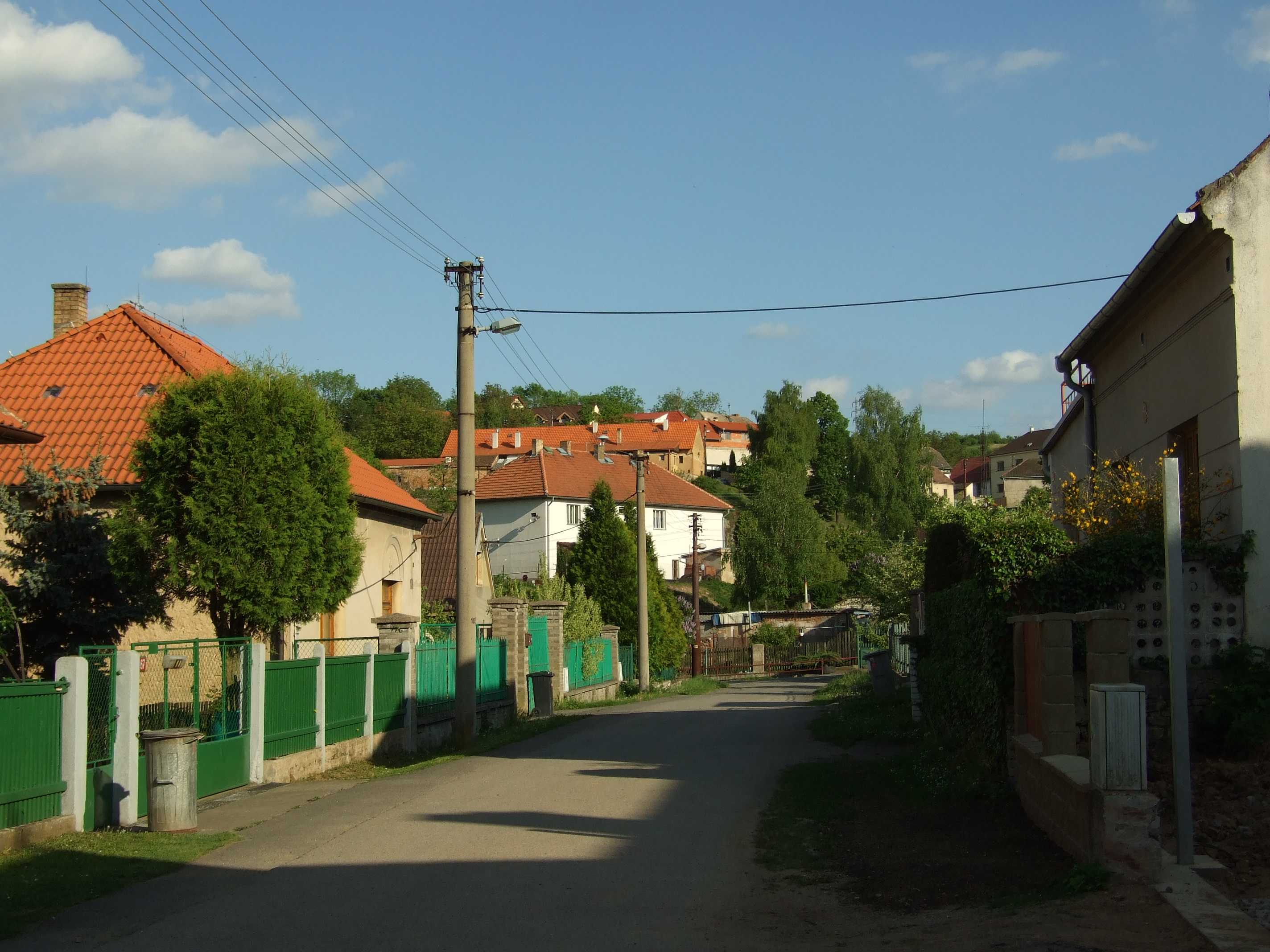
Ulice ve vesnici
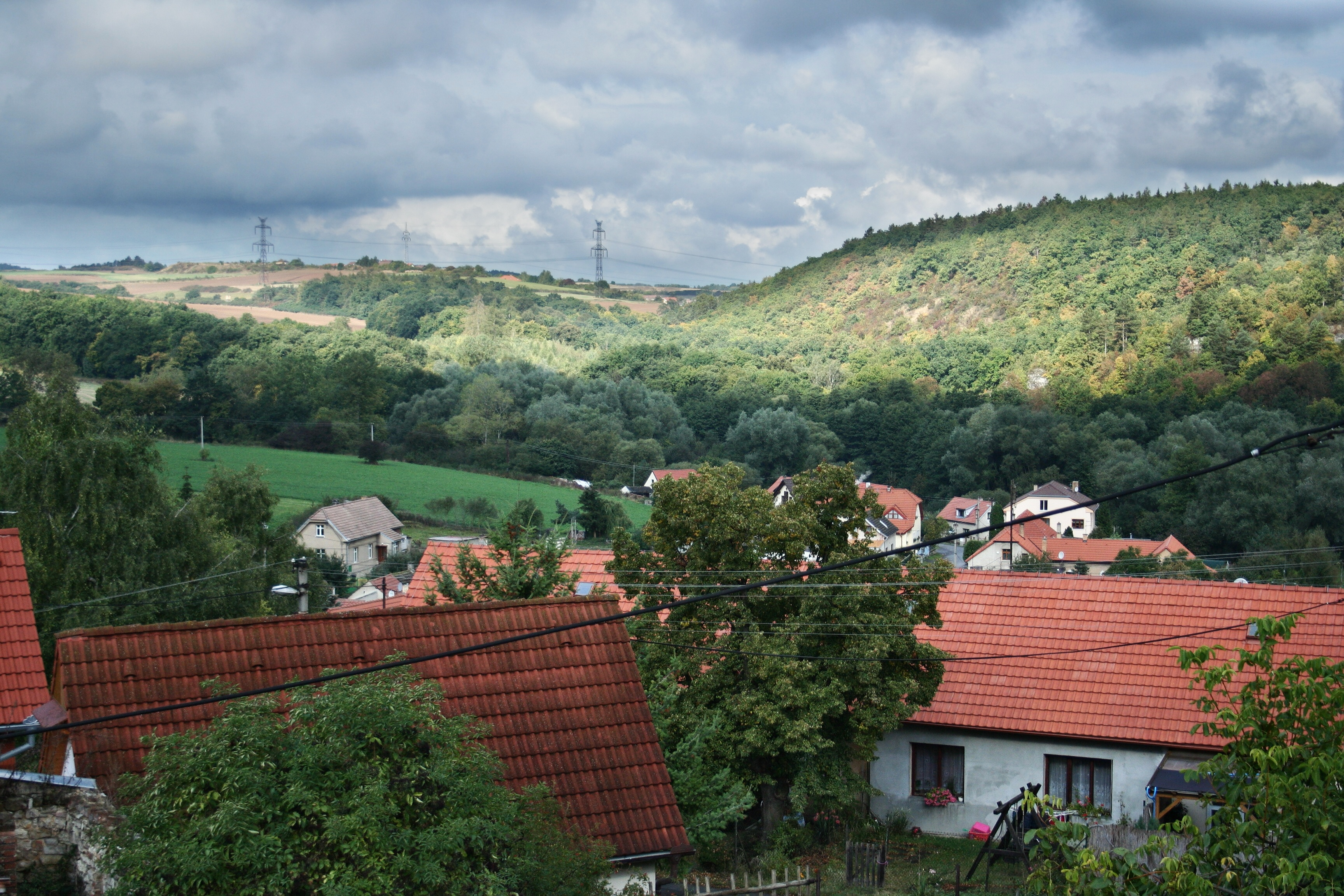
Pohled do údolí v létě
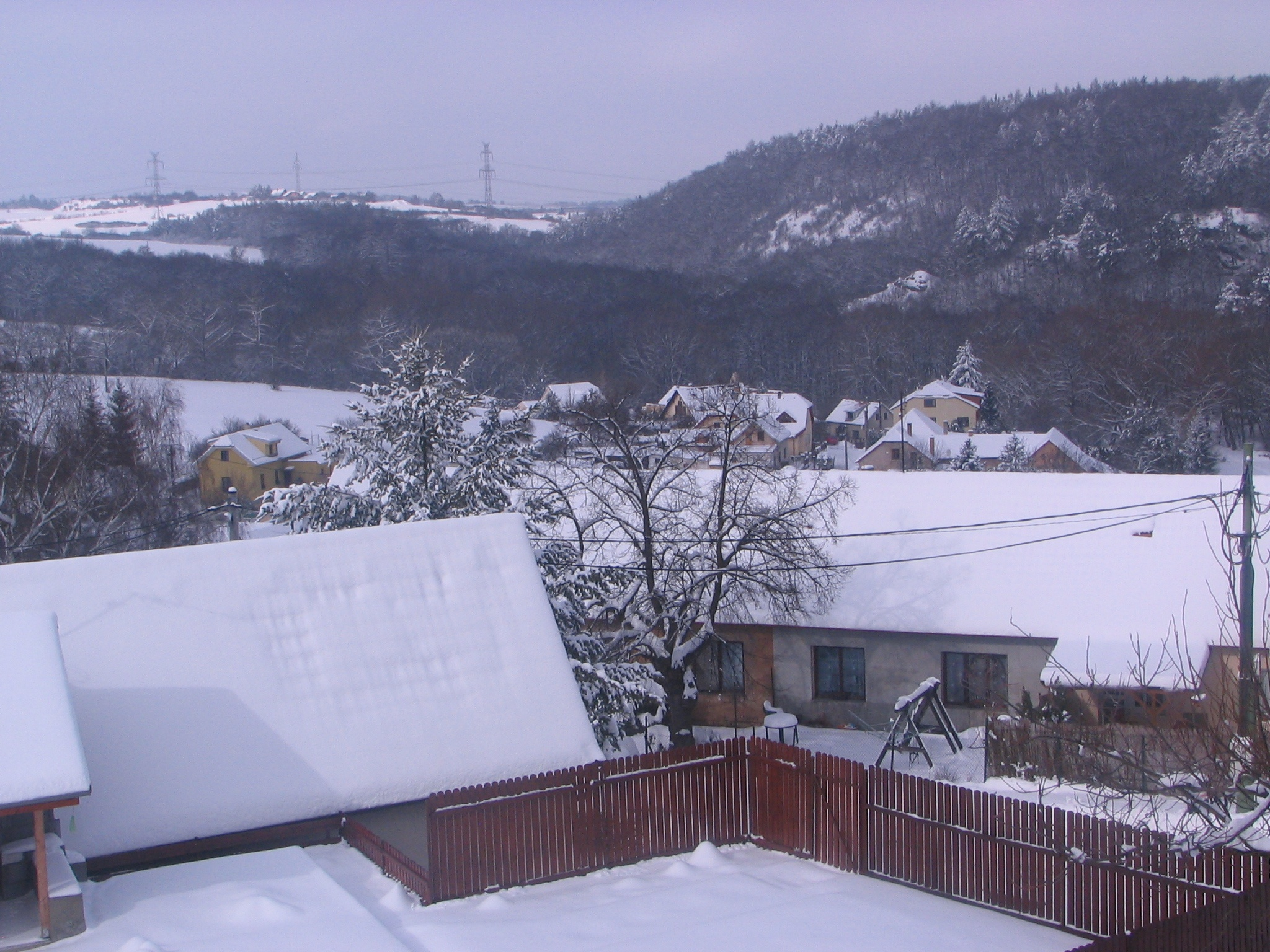
Pohled do údolí v zimě